# Карантин Z
«Карантин Z» (англ. Redcon-1, также Redcon-1 — Army of the Dead) — британский боевик о зомби 2018 года с Катариной Уотерс, Марком Стрэйнджем и Карлосом Гальярдо в главных ролях. Фильм был спродюсирован Гальярдо и Кевином Истманом. Рабочими названиями фильма являются Zombie Apocalypse и Zombie City. Это второй фильм Галлардо о зомби.
Фильм сосредоточен на совместной британско-американской команде спецназа, пытающейся спасти учёного от смерти во время массовой вспышки зомби. В отличие от традиционных зомби из аналогичных франшиз, зомби в этом фильме сохранили определённые человеческие черты, имея возможность дать отпор и использовать оружие.
Фильм является режиссёрским дебютом Чи Кеонга Чанга, снятым почти за десятилетие для компании Intense Productions.
Премьера в Великобритании состоялась 28 сентября 2018 года. Фильм получил смешанные отзывы, но нашёл культовую базу поклонников ужасов, которые объединились вокруг его выхода в Великобританию.

## Сюжет
Вспышка смертельного вируса превратила большую часть населения в плотоядных зомби. Элитное военное спецподразделение отправляется в карантинную зону, чтобы спасти ученого, способного разработать лекарство для спасения человечества.

## В ролях
- Катарина Уотерс — сержант Кира Пейдж[10]
- Марк Стрэйндж — лейтенант Фрэнк Перес
- Карлос Гальярдо — сержант Фредерик Ривз
- Акира Коиэяма — сержант Саймон Лау
- Орис Эруэро — капитан Маркус Стэнтон
- Мартин Форд — капрал Джейкоб Галлахер
- Джошуа Дикинсон — рядовой Перри Бернштейн
- Майкл Шиэн — лейтенант Родриго Гонсалес
- Дуглас Рассел — Иван Гаврик
- Николетт Маккеоун — девушка, застрявшая в затруднительном положении
- Питер Андерсон — инфицированный
- Дуги Ранкин — зомби
- Мередит Уайтинг — зомби

## Производство
Съёмки проходили в Шотландии (Ньютонгрейндж, Тюрьма Её Величества Питерхед, Глазго и Айршир) и в Англии (Браунсовер и т. д.). Многие местные жители в разных городах по всей Великобритании ответили на призывы стать статистами, изображающими инфицированных, солдат, членов банд и различных других выживших. Оливия Стори дебютировала в кино в роли зомби, который удалил протез конечностей для сцены, и она появляется вместе со своим отцом, который познакомил её с актёрским мастерством.

## Выход на видео
На DVD фильм был выпущен 25 февраля 2019 года.

## Реакция

### Отзывы
По данным Совета по обзорц и классификации фильмов и телевидения Филиппин, фильм содержит многочисленные сцены, изображающие жестокое и графическое насилие и скорби, а также наготу и сексуальную активность. Совет считает, что он не подходит для зрителей младше восемнадцати лет. MTRCB дал фильму рейтинг R-18.

## Продолжение
В посте в Facebook от 25 марта 2019 года продюсер запросил отзывы фанатов о сиквеле.